# Tracy Hancock
Tracy G'Angelo Hancock (27 de julio de 1997) es un deportista estadounidense que compite en lucha grecorromana.
Ganó una medalla de bronce en el Campeonato Mundial de Lucha de 2021 y una medalla de plata en los Juegos Panamericanos de 2019, en la categoría de 97 kg. Participó en los Juegos Olímpicos de Tokio 2020, ocupando el séptimo lugar en la misma categoría.

## Palmarés internacional
| Campeonato Mundial   | Campeonato Mundial | Campeonato Mundial | Campeonato Mundial |
| Año                  | Lugar              | Medalla            | Categoría          |
| -------------------- | ------------------ | ------------------ | ------------------ |
| 2021                 | Oslo (Noruega)     | Medalla de bronce  | 97 kg              |
| Juegos Panamericanos |                    |                    |                    |
| Año                  | Lugar              | Medalla            | Categoría          |
| 2019                 | Lima (Perú)        | Medalla de plata   | 97 kg              |

## Carrera de lucha libre profesional

### WWE (2022-presente)
En agosto de 2022, después de dejar la lucha grecorromana, Hancock firmó un contrato de desarrollo con la WWE. 

#### NXT (2023-presente)
El 1 de diciembre de 2022, Hancock hizo su debut en NXT Level Up bajo el nombre de Tavion Heights en un esfuerzo perdedor contra Channing "Stacks" Lorenzo. El 12 de diciembre de 2023, Heights fue anunciado como uno de los competidores del NXT Men's Breakout Tournament. Heights derrotó a Luca Crusifino en la primera ronda del torneo, pero fue derrotado por el eventual ganador Oba Femi en las semifinales.
En el episodio del 25 de junio de 2024 de NXT, Heights derrotó a Damon Kemp de No Quarter Catch Crew (NQCC) en un combate de iniciación para unirse al stable, convirtiéndose en heel por primera vez en su carrera. En el episodio del 11 de julio de Impact!, Heights hizo su aparición debut en Total Nonstop Action Wrestling (TNA), donde celebró la victoria del líder de NQCC en el combate Charlie Dempsey contra Zachary Wentz de The Rascalz e hizo su debut en el ring de TNA en Slammiversary el 20 de julio, donde NQCC perdió ante The Rascalz (Wentz, Trey Miguel y Wes Lee) en un combate en equipos de seis hombres. El 30 de julio, Heights compitió en su primer combate por el título en la Semana 1 de NXT : The Great American Bash , Heights perdió ante Tony D'Angelo 1-2 bajo la Regla de Rondas Británicas por la NXT Heritage Cup.
Fue anunciado como participante del N1 Víctory de Pro Wrestling NOAH representando a NXT.